# Thời kỳ Campuchia Dân chủ
Thời kỳ Khmer Đỏ (1975-1979) đề cập đến sự cai trị của Pol Pot, Nuon Chea, Ieng Sary, Son Sen, Khieu Samphan và Đảng Cộng sản Khmer Đỏ tại Campuchia, mà Khmer Đỏ đổi tên thành Kampuchea Dân chủ.
Trong 4 năm khoảng 2 triệu người bị hành quyết chính trị, bệnh tật, đói khát, và lao động cưỡng bức. Do số lượng người chết lớn nên trong thời gian cai trị của Khmer Đỏ thường được coi là một tội ác diệt chủng, và thường được gọi là Holocaust Campuchia hoặc diệt chủng Campuchia. Khmer Đỏ lên nắm quyền vào cuối của cuộc nội chiến Campuchia và bị lật đổ bởi cuộc tấn công của Việt Nam.

## Lịch sử
Sau khi Lon Nol đảo chính Sihanouk, thành lập Cộng hòa Khmer năm 1970. Sihanoul đã liên lạc với Khmer đỏ và được sự trung gian của Trung Quốc thành lập chính phủ Hoàng gia thống nhất Campuchia chống lại Lon Nol. Sihanouk làm Quốc trưởng, Pen Nouth Thủ tướng, Khieu Samphan Phó Thủ tướng kiêm Bộ trưởng quốc phòng, Hu Nim Bộ trưởng Thông tin, Hou Youn Bộ trưởng Nội vụ. Nhưng chức vụ Quốc trưởng và Thủ tướng chỉ có hư vị.
Khmer đỏ từ trước 1970 bị xem là thành phần bạo động, do được sự ủng hộ của Sihanouk và Trung Quốc cũng như Việt Nam, vị thế của Khmer đỏ được nâng cao. Từ trước 1970 Khmer đỏ chỉ hoạt động bí mật, sau khi được Sihanouk ủng hộ Khmer đỏ đã hoạt động công khai.
Được viện trợ của Trung Quốc và Việt Nam, ngày 17/4/1975 Khmer đỏ chiếm Phnôm Pênh, giành chiến thắng trong cuộc nội chiến với Lon Nol chính thức nắm chủ quyền của Campuchia. Vừa giải phóng Campuchia Khmer đỏ đã tiêu diệt những phe đối lập, phản cách mạng và bắt đầu di dân về nông thôn.

## Chính trị
Sau khi nắm chính quyền Đảng Cộng sản Campuchia dưới cái tên Angkar bắt đầu củng cố quyền hành. Ban thường vụ Trung ương Đảng lúc đó gồm có Pol Pot, Nuon Chea, Ta Mok, So Phim, Ieng Sary, Vorn Vet, Son Sen và Takeu. Pol Pot chức vụ Tổng bí thư Đảng, Noun Chea đặc trách Vụ Tổ chức trong Đảng, Ta Mok và So Phim bí thư khu ủy Tây Nam và Đông. Cả nước được chia ra 7 khu đó là các khu Tây Nam (Ta Mok), Tây Bắc (Nhim Ros), Bắc (Khoy Thoun), Đông (So Phim) Trung ương (Ke Pauk), Đông Bắc (Men San), Tây (Chu Chet).
Sau khi Hiến pháp Campuchia Dân chủ được công bố, để củng cố quyền lực của mình, Angkar đã đưa thành viên cao cấp của Đảng giữ các vị trí quan trọng trong chính phủ, Khieu Samphan Chủ tịch Hội đồng Nhà nước (Chủ tịch nước), Nuon Chea (Chủ tịch Quốc hội, Thủ tướng (27/9/1976 – 25/10/1976)), Ta Mok (Tổng tư lệnh quân đội), Son Sen (Bộ trưởng Quốc phòng), Ieng Sary (Bộ trưởng ngoại giao), So Phim (Phó Chủ tịch Quốc hội), Vorn Vet (Phó Thủ tướng phụ trách kinh tế) và Nhim Ros (còn gọi là Moul Sambath, phó chủ tịch nước kiêm bí thư quân khu Tây bắc). Những nhân vật trong Đảng đối kháng hay bất đồng chính kiến như Koy Thuon, Hou Yuon, Hu Nim, Chou Chet đều bị thanh trừng và bị xử tử.

## Thiết lập Hiến pháp
Hiến pháp mới ra đời ngày 5/1/1976, còn được gọi Hiến pháp Campuchia Dân chủ. Hiến pháp không có đoạn nào nói về những quyền tự do căn bản, mà chỉ ám chỉ đến chính sách cường bách lao động bằng câu "tuyệt đối không có nạn thất nghiệp". Điều 12 về "quyền và nghĩa vụ công dân", chỉ vọn vẹn vài câu nam nữ đều có quyền bình đẳng như nhau.
Về chính sách đối ngoại, điều 21 quy định "kiên định theo đuổi chính sách độc lập, hòa bình, trung lập, và không liên kết. Nhân dân Campuchia chắc chắn sẽ không cho phép bất cứ một quốc gia nào đặt căn cứ quân sự trên lãnh thổ của mình, đồng thời kiên quyết và dứt khoát phản đối các thế lực bên ngoài có hành động can thiệp dưới mọi hình thức vào những vấn đề nội bộ của Campuchia.". Cam kết hỗ trợ các quốc gia chống chủ nghĩa đề quốc trong thế giới thứ 3. Nhưng các cuộc xung đột với Việt Nam, Lào, Thái Lan trong năm 1977-1978 không phản ánh điều đó.
Cơ cấu Chính phủ cũng được nêu ngắn gọn trong đó. Lập pháp là Quốc hội gồm 250 thành viên "đại diện cho nông dân công nhân quân đội và các tầng lớp khác của Campuchia". Quốc hội đề cử Khieu Samphan giữ chức Chủ tịch Hội đồng Nhà nước, So Phim Phó chủ tịch thứ nhất, Nhim Ros Phó chủ tịch thứ 2, Chủ tịch Quốc hội là Nuon Chea. Quốc hội có nhiệm kỳ 5 năm và được dân bầu. Cuộc bầu cử đầu tiên và duy nhất được tổ chức ngày 20/3/1976, người mới (xuất thân từ đô thị) không được tham gia bầu cử. Hệ thống Tư pháp là các tòa án do Quốc hội chỉ định.
Ngày 12/4/1976, chính phủ chính thức ra mắt. Thủ tướng là Pol Pot, Ieng Sary Bộ trưởng ngoại giao, Son Sen Bộ trưởng quốc phòng, Von Vert Phó Thủ tướng đặc trách Kinh tế, Khoy Thuon Bộ trưởng Kỹ nghệ, Hu Nim Bộ trưởng Thông tin, Thioun Thioeun Bộ trưởng Y tế, Tauch Phoem Bộ trưởng Công chánh. Vợ Son Sen là Yun Yat Bộ trưởng Văn hoá giáo dục, vợ Ieng Sary là Ieng Thirith Bộ trưởng vấn đề Xã hội.
Hiến pháp không đề cập tới việc cả nước chia làm 7 khu (7/1975) và 2 vùng tôn giáo đặc biệt, vùng 505 và 106.

## Chuyển đổi xã hội
Theo quy định Hiến pháp mới ở Campuchia có các giai cấp nông dân, công nhân, và các thành phần khác. Trong thời gian thăm Trung Quốc ngay sau khi giải phóng (tháng 6/1975) và được gặp Mao Trạch Đông, Pol Pot cùng Ieng Sary đã cho rằng cuộc cuộc Đại nhảy vọt là vĩ đại và noi theo. Nếu như Mao Trạch Đông không hoàn thành được công cuộc Đại nhảy vọt do bị phản đối thì Pol Pot không có những kẻ phản đối, đối đầu nên sẽ không thể bị ngăn cản. Mao Trạch Đông coi Pol Pot là người học trò xuất sắc của mình. Khi trở về nước Pol Pot tuyên bố "xóa bỏ tiền tệ, đóng cửa thị trường", đuổi hết dân thành thị bao gồm cả giới trí thức văn nghệ sĩ, chính trị gia, giáo sư đại học, lẫn các tu sĩ Phật giáo, người đang bệnh lẫn trẻ sơ sinh, tất cả phải rời thành phố về nông thôn làm ruộng. Khieu Samphan và Sonsen khoe khoang với Sihanouk rằng "Chúng ta là quốc gia đầu tiên có thể hoàn thành một xã hội hoàn toàn cộng sản mà không lãng phí qua giai đoạn trung gian".
Các "nhà ăn chung" được lập lên. Nghiêm cấm không sở hữu đồ ăn riêng cho cá nhân. Hun Sen nhớ lại "Người ta đang đói gần chết, nhưng không ai được phép chạm vào bất cứ trái chuối nào ở trên cây mọc gần trại. Thậm chí Khmer Đỏ còn tịch thu tất cả chén dĩa, xoong nồi và đồ dùng để không cho người ta nấu nướng và ăn bất cứ thứ gì tại nhà. Mỗi người được phép giữ một cái đĩa và một cái muỗng. Giống như những kẻ nô lệ, những người trong trại sẽ được tập trung bằng kẻng để đến ăn cháo loãng (…) bắt được một con ếch, hoặc một con cá nhỏ li ti, cũng không được phép ăn khẩu phần dư ra ấy". Những người có dị tật hay ốm yếu không giúp ích cho xã hội đều bị loại bỏ, tránh lãng phí lương thực phẩm.
Dịch vụ y tế trở về trạng thái nguyên thủy và không tồn tại. Các hộ gia đình được chia ra thành các đoàn lao động theo độ tuổi và giới tính được đưa tới các nơi khác nhau.Gia đình những người mới bị phân tán khắp nơi, tuỳ theo tuổi và nhu cầu, nhất là những thiếu niên dưới mười tám tuổi phải ở riêng với cha mẹ để khỏi bị "ô nhiễm ý thức hệ" cũ.
Những người mới thường xuyên bị theo dõi, bị khai lý lịch, bị kiểm soát và có thể bị kết tội và xử tử bất cứ lúc nào. Nếu không bị bắt vì lý lịch, thì cũng có thể bị bắt và bị giết vì lười lao động, vì tỏ thái độ bất mãn hay có những quan hệ tình cảm bị cấm đoán. Người bị kết tội không cần phải ra toà, và để tiết kiệm đạn họ sẽ bị xử tử bằng búa, rìu, hay bị trùm túi nhựa cho đến khi bị nghẹt thở. Những người sống sót cùng những "người cũ" đều được xếp thành tổ, xã, phường, quận...
Về lý thuyết xã hội Campuchia là bình đẳng, mọi tập quán trong gia đình bị loại bỏ, không được chia trên dười họ hàng. Mọi người bị bắt buộc gọi nhau là "bạn" hoặc "đồng chí", cách chào truyền thống cúi gập người hoặc chắp tay chào cũng bị xóa bỏ.
Những người đứng đầu, lãnh đạo địa phương và những người cộng tác với Angkar có tiêu chuẩn đặc biệt so với những người dân khác, "Họ có suất ăn đầy đủ, với căn nhà riêng tiện nghi".
Pol Pot yêu cầu Cách mạng Campuchia cần tiêu diệt "đế quốc, phong kiến và tư sản".Nhưng về khái niệm này rất mơ hồ về "đế quốc" ngoài những người thuộc chế độ Lon Nol thì những người gốc Việt, Chăm, Hán, Ấn... đều bị xử tử. Về "phong kiến" ngoài những người thuộc bảo hoàng thì những người trí thức, tăng ni cũng bị khép vào để xử tử. Về "tư sản" tất cả những người buôn bán như thương nhân, tiểu thương kể cả cho vay tiền đều bị quy là tư sản.